# Българска федерация по хокей на трева
Българска федерация по хокей на трева е сдружение на клубовете по хокей на трева в България.

## История
За пръв път подобен спорт, се практикува в България от края на XIX век. Спортен клуб „Атлетик“ е първият отбор по хокея на трева в България. Основан е през 1915 година. Дълго време спортът не се практикува. В Харманли през 1988 година се основава ДФС „Хеброс“. Три години по-късно, се основава Българската федерация по хокей на трева.

## Клубове
Във федерацията към днешна дата членуват 46 клуба.
Отбори, печелили Държавното първенство по хокей на трева
- 2013 г.: НСА „Васил Левски“
- 2017 г.: „Локомотив 1929“